# Maurizio Pellegrino
Maurizio Pellegrino (Siracusa, 1º marzo 1966) è un dirigente sportivo, allenatore di calcio ed ex calciatore italiano, di ruolo centrocampista.
Ha militato in Serie B e serie C con il Catanzaro e con il Catania, squadra che successivamente ha allenato in Serie A, in Serie B ed in serie C

## Carriera

### Giocatore
Inizia nel 1982 con il Siracusa. Nel 1983 passa al Catanzaro dove farà ritorno nel 1986 dopo essere stato ceduto per un anno al Carbonia in Serie C2. Nel 1989 veste la maglia del Francavilla e nel 1991 quella della Vis Pesaro. Nel 1994 approda al Catania mentre nel 1997 giunge alla Viterbese dove nel 1999 termina la carriera da calciatore per cominciare quella da allenatore.
In carriera ha totalizzato complessivamente 7 presenze ed una rete in Serie B, tutte con la maglia del Catanzaro.

### Allenatore

#### Viterbese
Inizia ad allenare come vice nella Viterbese come secondo a Maurizio Viscidi e poi come allenatore della (Primavera). Nella stagione 2001-2002 subentra, assieme a Francesco Graziani, sulla panchina del Catania (Serie C1, girone B) nelle ultime 2 partite (1 vittoria e 1 sconfitta), piazzandosi al 3º posto ed ottenendo la promozione in Serie B dopo i play-off e lo spareggio finale vinto contro il Taranto. Nel Catania l'anno precedente è stato responsabile anche del settore giovanile e coordinatore dell'Area Tecnica.

#### Catania e Paternò
L'anno successivo (2002-2003) prosegue l'esperienza a Catania, insieme a Graziani, in Serie B, ma arriva l'esonero dopo 12 giornate (3 vittorie, 3 pareggi e 6 sconfitte), in una stagione tribolata che vede i siciliani cambiare altri 3 allenatori (Reja, Toshack e Guerini), con un 17º posto finale che significa retrocessione, rimediata dal successivo ripescaggio.
Nel 2003-2004 allena il Paternò (Serie C1), che si classifica al 16º posto 

#### Lanciano e Padova
Nella stagione 2004-2005 passa al Lanciano sempre in Serie C1, piazzandosi in 7ª posizione (12 vittorie, 10 pareggi e 12 sconfitte) Gli viene assegnato il premio A.I.A.C.
Nel 2005-2006 si trasferisce a Padova (Serie C1), alla 23ª giornata il Padova è dentro di 8 punti nella zona Play-Off e, grazie al collaudato schema 4-1-4-1, sta esprimendo un calcio spettacolare; nei mesi successivi a causa di infortuni e di giocatori sottotono il Padova perde terreno ottenendo il 9º posto (11 vittorie, 14 pareggi e 9 sconfitte). Pellegrino viene poi premiato miglior allenatore dell'anno in Serie C1.
L'anno successivo 2006-2007 inizia ancora a Padova (Serie C1), ma viene esonerato dopo 16 giornate (5 vittorie, 4 pareggi e 7 sconfitte). Al suo posto arriva Andrea Mandorlini. I veneti, al termine del campionato, si piazzano al 7º posto.

#### Martina
Nel 2007-2008 inizia sulla panchina del Martina (C1-B), ma ci sono le sue dimissioni, stavolta dopo sole 8 giornate (4 pareggi e 4 sconfitte). 

#### Lecco, Cassino e Sudtirol
Nel 2008-2009 subentra sulla panchina del Lecco (Lega Pro Prima Divisione, girone A), arrivando in 15ª posizione ed ottenendo un'ottima salvezza dopo i play-out con la Sambenedettese. Ancora un premio come miglior allenatore in C1 agli oscar del calcio siciliano. Il 21 marzo 2011 diventa il nuovo allenatore del Südtirol-Alto Adige in Prima Divisione e, nonostante una grande rimonta in classifica, retrocede nei play out contro il Ravenna. Nella stagione successiva il suo posto viene preso da Giovanni Stroppa.

#### Ritorno al Lecco e al Catania
Il 4 ottobre torna a sedere sulla panchina del Lecco in Seconda Divisione, squadra che aveva già guidato nel 2009. Il 17 gennaio 2012 rassegna le dimissioni.
Il 6 aprile 2014 viene chiamato dal presidente Pulvirenti sulla panchina del Catania, ultimo in classifica in Serie A, per sostituire l'esonerato Rolando Maran. Debutta il 13 aprile nella sfida contro il Milan persa dai siciliani 1-0. Ottiene la sua prima vittoria il 19 aprile nella partita contro la Sampdoria vinta in casa 2-1. Il 4 maggio vince per la seconda volta consecutiva in casa contro la Roma seconda in classifica, per 4-1. L'11 maggio, pur vincendo 2-1 a Bologna, il Catania è matematicamente retrocesso in serie B. Il 18 maggio, dopo la vittoria per 2-1 del Catania contro l'Atalanta, Pellegrino viene confermato dalla società anche per la stagione successiva, dato che il suo bilancio è ottimo (12 punti in 6 partite). Viene però esonerato il 14 settembre dopo la terza giornata, in seguito alla sconfitta subita a Perugia per 1-0, la seconda in 3 partite di campionato. Gli subentra Giuseppe Sannino, che poi si dimette il successivo 19 dicembre cedendo nuovamente la panchina a Pellegrino. Il 3 gennaio 2015 viene sollevato dall'incarico e sostituito da Dario Marcolin.

### Dirigente
Nel 2010 si trasferisce in Romania al Bihor Oradea con la carica di Direttore Tecnico e docente in corsi di aggiornamento.
Nel settembre del 2013 diventa coordinatore degli allenatori del settore giovanile del Catania. Il 14 settembre 2014 e il 3 gennaio 2015, in seguito agli esoneri dall'incarico di allenatore della prima squadra, torna a ricoprire il ruolo di responsabile del settore giovanile degli etnei fino al 30 giugno 2015, data della scadenza del contratto.
Il 6 agosto 2020, a seguito dell'acquisizione del Catania, Pellegrino viene nominato direttore dell'area sportiva della società rossoazzurra.
Nel 2023 diventa il direttore sportivo della Reggina in Serie D. Si dimette il 6 giugno 2024

## Statistiche

### Statistiche da allenatore
| Stagione  | Squadra  | Campionato | Piazzamento      | Andamento | Andamento | Andamento | Andamento | Andamento  |
| Stagione  | Squadra  | Campionato | Piazzamento      | Giocate   | Vittorie  | Pareggi   | Sconfitte | % vittorie |
| --------- | -------- | ---------- | ---------------- | --------- | --------- | --------- | --------- | ---------- |
| 2001-2002 | Catania  | Serie C1   | Sub., 3º, prom.  | 6         | 3         | 1         | 2         | 50,00      |
| 2002-2003 | Catania  | Serie B    | Sub., sost.      | 12        | 3         | 3         | 6         | 25,00      |
| 2003-2004 | Paternò  | Serie C1   | 16º, retr.       | 36        | 8         | 9         | 19        | 22,22      |
| 2004-2005 | Lanciano | Serie C1   | 7º               | 34        | 12        | 10        | 12        | 35,29      |
| 2005-2006 | Padova   | Serie C1   | 9º               | 34        | 11        | 14        | 9         | 32,35      |
| 2006-2007 | Padova   | Serie C1   | sost.            | 16        | 5         | 4         | 7         | 31,25      |
| 2007-2008 | Martina  | Serie C1   | sost.            | 8         | 0         | 4         | 4         | &0,00      |
| 2008-2009 | Lecco    | LP1D       | 15º              | 36        | 8         | 15        | 13        | 22,22      |
| 2009-2010 | Cassino  | LP2D       | sost., sub., 7º  | 31        | 12        | 9         | 10        | 38,71      |
| 2010-2011 | Südtirol | LP1D       | sub., 16º, retr. | 9         | 2         | 1         | 6         | 22,22      |
| 2011-2012 | Lecco    | LP1D       | sub., sost.      | 16        | 2         | 5         | 9         | 12,50      |
| 2013-2014 | Catania  | Serie A    | Sub., 18º, retr. | 6         | 4         | 0         | 2         | 66,67      |
| 2014-2015 | Catania  | Serie B    | Sost., sub.      | 6         | 0         | 2         | 4         | &0,00      |
| Totale    | Totale   | Totale     | Totale           | 247       | 70        | 76        | 101       | 28,34      |

## Palmarès

### Giocatore

#### Competizioni nazionali
- Serie C1: 1

Catanzaro: 1986-1987
- Serie C2: 2

Vis Pesaro: 1991-1992
Viterbese: 1998-1999
- Campionato Nazionale Dilettanti: 1

Catania: 1994-1995